# Birdrace

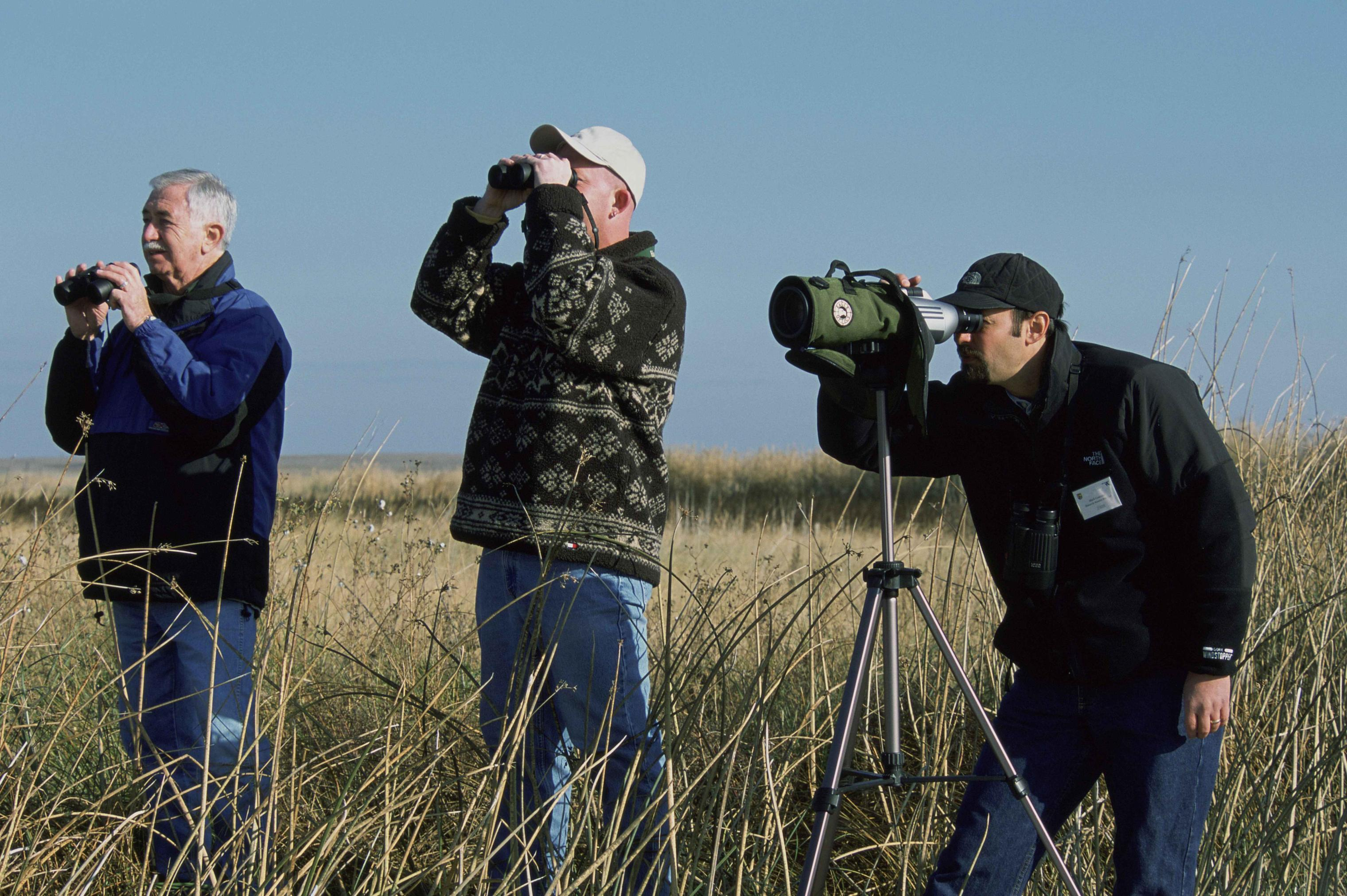
Eine Gruppe Vogelbeobachter

Als Birdrace bezeichnet man einen Wettbewerb unter Ornithologen. Dabei müssen innerhalb eines festgelegten Tages und innerhalb der Grenzen eines bestimmten Landkreises möglichst viele verschiedene Vogelarten gezählt werden. Es zählt nicht die Anzahl der Individuen einer Art, sondern allein die Anzahl der verschiedenen Arten. Eine Art darf dann notiert werden, "wenn sie sicher bestimmt wurde, unabhängig davon, ob sie gesehen oder gehört wurde." Weitere Wettbewerbskategorien sind die Anzahl der meisten Singvögel sowie die Höhe der geworbenen Spendengelder. Es gibt auch eine Extrawertung für Teams, die das Birdrace ohne Auto absolvieren, sowie eine für Teams mit jungen Ornithologen.
In Deutschland wird das Birdrace vom Dachverband Deutscher Avifaunisten (DDA) organisiert, in der Schweiz von der Organisation SVS/BirdLife – Schweiz und in Österreich von bird.at, BirdLife Österreich und Auring.
Beim in Deutschland stattfindenden Birdrace des DDA wird neben den oben genannten Wettbewerbskategorien zwischen zwei Arten von Teams unterschieden: 
- Klassisches Team: Alle Mitglieder sind gemeinsam unterwegs in einem zuvor festgelegten Beobachtungsgebiet, das idealerweise dem Wohnort entspricht, und dürfen Arten nur zählen, wenn sie von mindestens zwei Personen wahrgenommen wurden.
- Flexibles Team: Die Mitglieder können sich aufteilen und in verschiedenen Kreisen oder Bundesländern beobachten; ihre Funde werden zu einer gemeinsamen Artenliste zusammengeführt.

Das jährlich stattfindende Birdrace gibt es in Deutschland seit 2004. Es findet immer am ersten Samstag im Mai statt, außer dieser fällt auf einen Feiertag. Das letzte Birdrace fand dementsprechend am 3. Mai 2025 statt. Der nächste Termin ist der 2. Mai 2026. Das Birdrace wurde 2005 mit dem MUNA-Preis der Deutschen Bundesstiftung Umwelt und ZDF.umwelt in der Kategorie Idee/Innovation ausgezeichnet.
In der Schweiz findet der Wettbewerb bereits seit 1990 statt, wobei die Teilnehmer für die Fortbewegung ausschließlich die eigene Muskelkraft und den öffentlichen Verkehr benutzen dürfen. In Österreich gibt es das Birdrace seit 2005. Wie in der Schweiz sind Kraftfahrzeuge nicht erlaubt.
Der Sinn einer solchen Veranstaltung liegt in der Repräsentation des Vogelschutzes in der Öffentlichkeit. Außerdem werden über Sponsoren Spenden gesammelt, die verschiedenen Projekten im Naturschutz zugutekommen.